# Equipos ciclistas españoles en 2000
Equipos ciclistas españoles en 2000, se refiere a la relación de equipos ciclistas profesionales españoles de la modalidad de ciclismo en ruta en la temporada 2000.
Respecto a la temporada anterior nació el equipo Costa de Almería, a lo largo de la temporada renombrado por Jazztel-Costa de Almería, encuadrado en la Segunda División. Por su parte el Vitalicio Seguros se renombró por Vitalicio Seguros-Grupo Generali y el Fuenlabrada-Cafés Toscaf por Colchón Relax-Fuenlabrada.

## Equipos

### Primera División
- Banesto
- Kelme-Costa Blanca
- ONCE-Deutsche Bank
- Vitalicio Seguros-Grupo Generali

### Segunda División
- Colchón Relax-Fuenlabrada
- Euskaltel-Euskadi
- Costa de Almería

## Clasificaciones UCI
El mejor equipo español durante esa temporada fue el Kelme-Costa Blanca en la 5.ª posición. El ONCE-Deutsche Bank y el Banesto también entraron en el top-ten al finalizar 8.º y 9.º respectivamente. En la segunda división el Euskaltel-Euskadi ganó dicha clasificación lo que le hizo ascender a primera.
| Categoría | Posición | Equipo                           |
| Primera   | 5.º      | Kelme-Costa Blanca               |
| Primera   | 8.º      | ONCE-Deutsche Bank               |
| Primera   | 9.º      | Banesto                          |
| Primera   | 13.º     | Vitalicio Seguros-Grupo Generali |
| Segunda   | 1.º      | Euskaltel-Euskadi                |
| Segunda   | 20.º     | Colchón Relax-Fuenlabrada        |
| Segunda   | 39.º     | Jazztel-Costa de Almería         |